# Kilwa Kisiwani
Kilwa Kisiwani (port. Quíloa) – obecnie zamieszkana przez muzułmanów miejscowość w Tanzanii, położona na przybrzeżnej wyspie o tej samej nazwie, u wybrzeży wschodniej Afryki.
W IX wieku została sprzedana kupcowi Ali bin Al-Hasanowi i przez następne stulecia wyrosła na jedno z ważniejszych miast i centrów handlowych tej części wybrzeża. Handlowano głównie złotem i żelazem z Zimbabwe, kością słoniową i niewolnikami z Tanzanii oraz odzieżą, biżuterią, porcelaną i przyprawami z Azji. 
W XIII wieku pod władzą rodziny Mahdali stała się najpotężniejszym miastem wschodniego wybrzeża Afryki, którego wpływy sięgały na południe aż po Mozambik. Abu Abdullah Ibn Battuta odwiedził miasto w 1330 i przychylnie odniósł się do pokory i religijności ówczesnego władcy, sułtana al-Hasan ibn Sulaimana. W tym właśnie okresie rozpoczęto budowę pałacu Husuni Kubwa oraz znaczną rozbudowę Wielkiego Meczetu.
Na początku XVI wieku wyspę penetrowali Portugalczycy, w tym Vasco da Gama i na krótko opanowali ją między 1505 a 1512, kiedy to została odbita przez Arabów. Miasto odzyskało część dawnej świetności, lecz w 1784 przeszło pod kontrolę omańskich władców Zanzibaru. Następnie Francuzi wybudowali i obsadzili fort na północnym krańcu wyspy, lecz samo miasto zostało opuszczone w latach 40. XIX wieku. Stało się później częścią Niemieckiej Afryki Wschodniej (1886–1918).
Poważne prace archeologiczne rozpoczęto w latach 50. XX wieku. W 1981 Kilwa Kisiwani wraz z pobliskim Songo Mnara wpisano na listę światowego dziedzictwa UNESCO, uznając za cenne obiekty Wielki Meczet, Pałac Mkutini i inne znaczące ruiny.
W 2004 na liście UNESCO oznaczono ten obiekt jako zagrożony. Istnieje poważne zagrożenie zniszczenia tutejszych zabytków, spowodowane różnymi czynnikami, głównie erozją i wegetacją roślinną. Wschodnia część pałacu Husuni Kubwa sukcesywnie znika. Zniszczenia terenu powodują ulewne deszcze, sukcesywnie podmywana konstrukcja jest zagrożona osunięciem się z klifu i zawaleniem. Częściowo proces ten spowalniają bujnie tu rosnące przybrzeżne rośliny, z drugiej strony jednak także one stwarzają zagrożenie, gdyż ich wzrost powoduje zniszczenie konstrukcji murów zabytku.
Miasteczko administracyjnie należy do dystryktu Kilwa w regionie Lindi. Współrzędne geograficzne: 8°57′S 39°31′E/-8,950000 39,516667.